# Sean Biggerstaff
Sean Biggerstaff (ur. 15 marca 1983, w Glasgow, Szkocja) – szkocki aktor i muzyk, wcielający się w rolę Olivera Wooda w filmach o Harrym Potterze.

## Życiorys
Sean urodził się w Glasgow w Szkocji, lecz dorastał w Maryhill. Jego ojciec jest strażakiem, a matka pracownikiem socjalnym. Większa część jego rodziny pochodzi z Wielkiej Brytanii. W wieku 7 lat Sean postanowił zostać aktorem. Dołączył do grupy teatralnej w Maryhill. Należał do niej przez pięć lat. Jedną z ważniejszych ról otrzymał w wieku dziesięciu lat. Zagrał postać syna Makdufa w „Makbecie”. Przedstawienie zostało wystawione w Tron Theatre, w Glasgow. Następne sześć lat spędził w Scottish Youth Theatre. Jako aktor zadebiutował filmie „Zimowy Gość” w 1997 roku. W 2001 roku zagrał Olivera Wooda w filmie Harry Potter i Kamień Filozoficzny, a rok później zagrał tę postać w filmie Harry Potter i Komnata Tajemnic. W 2011 roku powtórzył rolę Wooda w filmie Harry Potter i Insygnia Śmierci: Część 2, lecz ze względu na bardzo krótki występ tej postaci nie został wymieniony ani w czołówce ani w napisach końcowych.
Ma 175 cm wzrostu.

## Filmografia
- 2011: Harry Potter i Insygnia Śmierci cz. 2 jako Oliver Wood (niewymieniony w czołówce ani w napisach końcowych)
- 2008: Hippie Hippie Shake
- 2007: Consenting Adults
- 2006: Cashback
- 2005: Girl with red hair
- 2004: Cashback
- 2003: Charles II: The Power & the Passion
- 2003: Doctor Who: Shada
- 2002: Harry Potter i Komnata Tajemnic jako Oliver Wood
- 2001: Harry Potter i Kamień Filozoficzny jako Oliver Wood
- 1997: Zimowy gość
- 1996: The Crow Road